# Hanghala
Hanghala (kinesiska: 杭哈拉, 杭哈拉苏木) är en socken i Kina. Den ligger i den autonoma regionen Inre Mongoliet, i den norra delen av landet, omkring 460 kilometer nordost om regionhuvudstaden Hohhot.
Genomsnittlig årsnederbörd är 478 millimeter. Den regnigaste månaden är juli, med i genomsnitt 132 mm nederbörd, och den torraste är januari, med 3 mm nederbörd.